# Daniel Farrant
Daniel Farrant (* um 1575; beerdigt am 24. Juli 1651 in Greenwich) war ein englischer Komponist, Musiker und Musikinstrumentenbauer. 

## Leben und Wirken
Daniel Farrant war der Sohn von Richard Farrant, einem Sänger der „Chapel Royal“ und späteren Chorleiter an der St George’s Chapel in Windsor. Daniel Farrant war ab 1606 Mitglied der „Kings Band“, wo er bis 1625 in den Rechnungsbüchern geführt wurde. Farrant verstarb nach längerer Krankheit und wurde am 24. Juli 1651 in der Sankt Alfege Kirche zu Greenwich beigesetzt.
Als Instrumentenbauer entwickelte Farrant mehrere Varianten von Streich- und Zupfinstrumenten, die in der englischen Consortmusik Gebrauch fanden, darunter Sonderformen der Gambe (Lyra Viol), der Cister (Polifphant oder Stump genannt) und der Pandora. Im Februar 1626 erhielt er 109 Pfund für sechs künstliche Instrumente, die er für den Gebrauch am königlichen Hof hergestellt und fertiggestellt haben soll. John Playford beschreibt Farrant als den einen Instrumentenbauer mit großem Erfindungsgeist, der zahlreiche Instrumente entwickelte, darunter die Viola d’amore.